# Saint-Ignace (Michigan)
Pour les articles homonymes, voir Saint Ignace.
Saint-Ignace est une ville située dans l’État américain du Michigan. Elle est le siège du comté de Mackinac. Sa population était de 2 452 habitants en 2010.

## Géographie
La ville se trouve sur la côte nord du détroit de Mackinac, qui sépare les péninsules supérieure et inférieure du Michigan. Le pont Mackinac relie Saint-Ignace au village de Mackinaw City, sur la côte sud du détroit.
À l'ouest de Saint-Ignace s'écoule la rivière Pointe aux Chênes qui se jette dans le lac Michigan au fond de la baie de la Pointe aux Chênes située sur le territoire de Saint-Ignace.

## Histoire
Saint Ignace est l'une des plus anciennes villes du Michigan. L'explorateur et prêtre français, Jacques Marquette, y a fondé la mission Saint-Ignace en l'honneur d'Ignace de Loyola, fondateur de la Compagnie de Jésus.

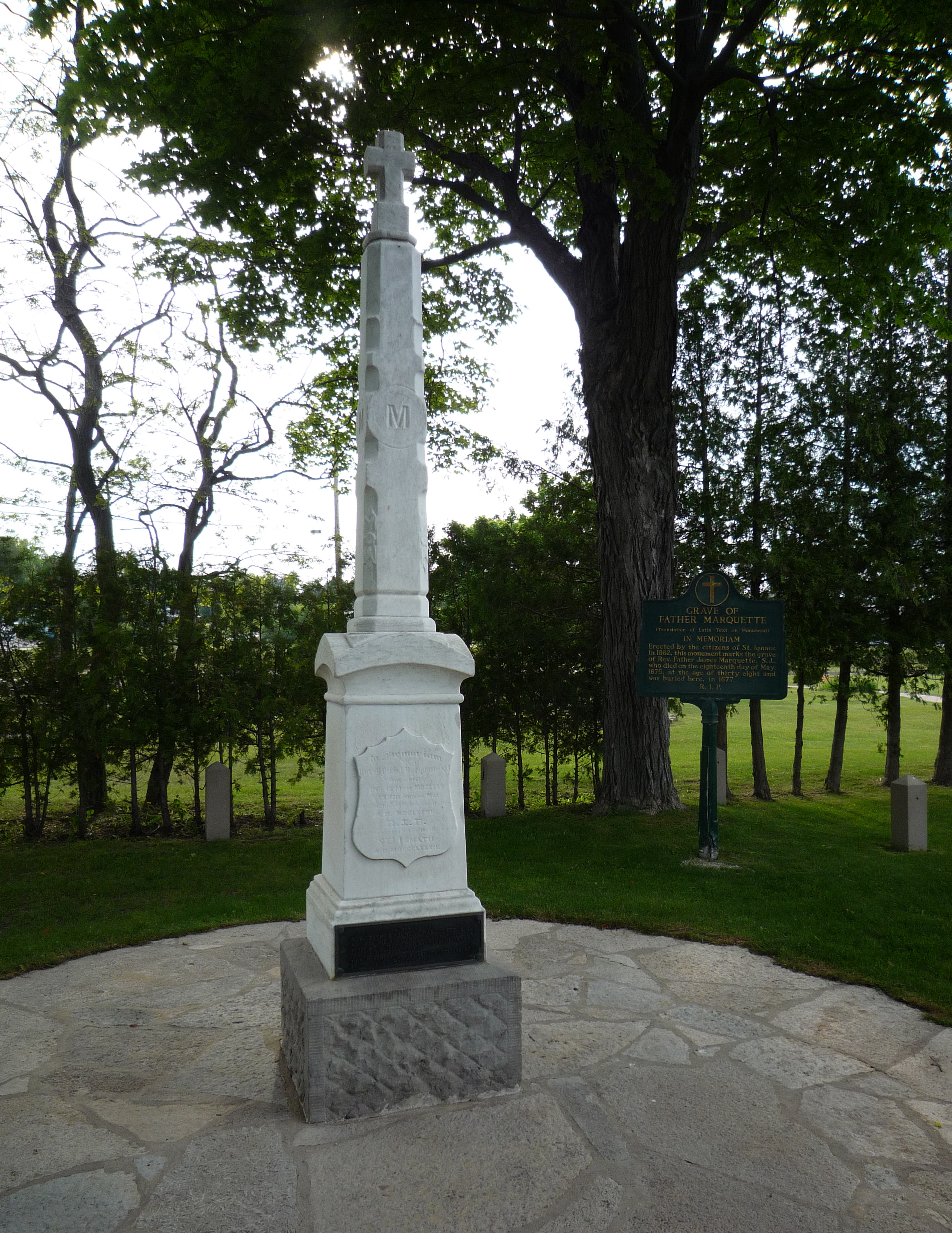
Monument érigé à la mémoire du Père Jacques Marquette.

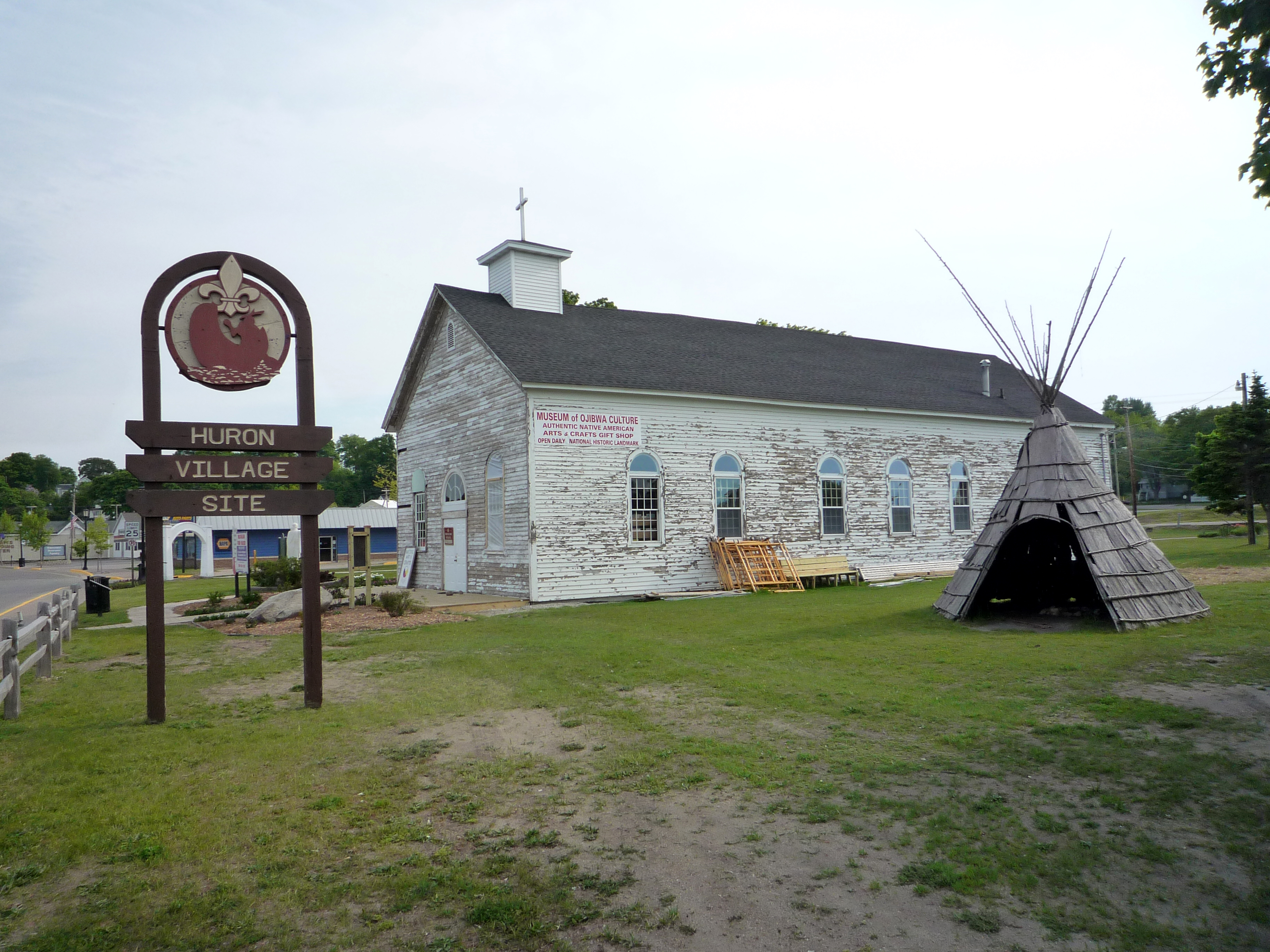
Le musée de la culture Ojibwa de la mission Saint-Ignace (Registre national des lieux historiques).